# Districtul Damous
Damous este un district din provincia Tipaza, Algeria.